# US Open 2025 – mužská dvouhra
Mužská dvouhra US Open 2025 bude probíhat v závěru srpna a první polovině září 2025. Do singlové soutěže newyorského tenisového grandslamu, hraného na tvrdém povrchu Národního tenisového centra Billie Jean Kingové, nastoupí sto dvacet osm hráčů. Minimálně sedmnáct z nich si účast zajistí v kvalifikaci včetně jednoho šťastného poraženého. Rozlosování se uskuteční 21. srpna 2025.
Obhájcem titulu je světová jednička Jannik Sinner.  Dalšími vítězi turnaje v soutěži jsou Novak Djoković (2011, 2015,  2018 a 2023), Marin Čilić (2014), Daniil Medveděv (2021) a Carlos Alcaraz (2022).

## Nasazení hráčů
1. Jannik Sinner
2. Carlos Alcaraz
3. Alexander Zverev
4. Taylor Fritz
5. Jack Draper
6. Ben Shelton
7. Novak Djoković
8. Alex de Minaur
9. [p 1]Karen Chačanov
10. Lorenzo Musetti
11. Holger Rune
12. Casper Ruud
13. [p 1]Daniil Medveděv
14. Tommy Paul
15. [p 1] Andrej Rubljov
16. Jakub Menšík
17. Frances Tiafoe
18. Alejandro Davidovich Fokina
19. Francisco Cerúndolo
20. Arthur Fils (odstoupil)
21. Jiří Lehečka
22. Tomáš Macháč
23. Ugo Humbert
24. Alexandr Bublik
25. Flavio Cobolli
26. Félix Auger-Aliassime
27. Stefanos Tsitsipas
28. Denis Shapovalov
29. Alex Michelsen
30. Tallon Griekspoor
31. Brandon Nakashima
32. Gabriel Diallo

## Hráčské informace

### Divoké karty
V rámci reciproční dohody tří ze čtyř tenisových svazů pořádajících Grand Slam, Tennis Australia, United States Tennis Association a Fédération Française de tennis, byly divoké karty pro zástupce australského a francouzského tenisu uděleny jejich národními svazy.
- Nishesh Basavareddy
- Darwin Blanch
- Tristan Boyer
- Stefan Dostanic
- Emilio Nava
- Valentin Royer
- Tristan Schoolkate
- Eliot Spizzirri[9]

### Žebříčková ochrana
- Nick Kyrgios (21.)
- Sebastian Ofner (74.)
- Emil Ruusuvuori (83.)[10]

### Kvalifikanti
- bude oznámeno
- bude oznámeno
- bude oznámeno
- bude oznámeno
- bude oznámeno
- bude oznámeno
- bude oznámeno
- bude oznámeno
- bude oznámeno
- bude oznámeno
- bude oznámeno
- bude oznámeno
- bude oznámeno
- bude oznámeno
- bude oznámeno
- bude oznámeno

### Odhlášení
Žebříček ATP k 14. červenci 2025, určujícímu vydání pro účast v hlavní soutěži. Ve startovním poli je 104 míst určeno pro přímou účast singlistů na základě žebříčku, 16 míst pro kvalifikanty a 8 pro hráče na divokou kartu. Hranicí posledního přímé účastníka bylo 101. místo (Alexandr Ševčenko) vzhledem k předpokládanému startu tří tenistů pod žebříčkovou ochranou.
- Hubert Hurkacz (41.) → nahradil jej  Elmer Møller (102.)
- Grigor Dimitrov (21.) → nahradil jej  Alejandro Tabilo (103.)
- Matteo Berrettini (36.) → nahradil jej  Brandon Holt (104.)
- Arthur Fils[12] (41.) → nahradí jej šťastný poražený